# Édouard de Villiers du Terrage

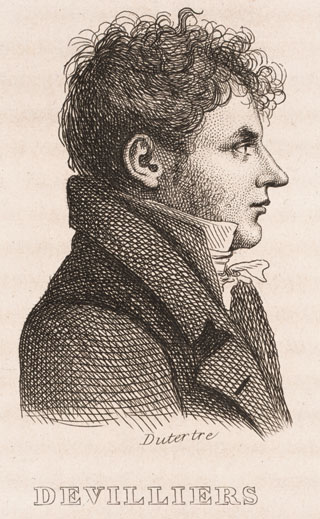

Édouard de Villiers du Terrage (Versailles, 26 aprile 1780 – Parigi, 19 aprile 1855) è stato un ingegnere e archeologo francese che, insieme a Jean-Baptiste Prosper Jollois, partecipò alla spedizione di Napoleone in Egitto.

## Biografia
Fratello del visconte Paul Étienne de Villiers du Terrage, studiò presso l'École polytechnique nel 1794.
Partecipò poi alla campagna d'Egitto e terminò la sua carriera come ispettore generale dei Ponti e delle Strade e come membro della Commission des sciences et des arts.

## Campagna d'Egitto
Della campagna d'Egitto Villiers lasciò lo scritto Journal et souvenirs, pubblicato da suo nipote nel 1899, in cui espone in maniera pittoresca e dettagliata, spesso giorno dopo giorno, il suo viaggio da Parigi a Tolone, poi la traversata del Mediterraneo e, infine, il suo contributo alla spedizione in Egitto.
Faceva parte della Commission des sciences et des arts, il gruppo di studiosi che accompagnava la spedizione militare. Con questi sbarcò a Alessandria il 2 luglio 1798.
Essi rimasero a Rosetta intanto che Napoleone Bonaparte s'impadroniva del Cairo a seguito della Battaglia delle Piramidi (21 luglio 1798).
Quindi, il gruppo di studiosi si mosse per raggiungere il grosso dell'armata, che si era posizionata al Cairo, ma per evitare le difficoltà del viaggio, questo gruppo viaggiò in barca sul Nilo.
Il 6 ottobre, sostenne un esame con Monge e divenne ingegnere ordinario dei Ponti e delle Strade. Assistette all'insurrezione del Cairo del 21 ottobre.
Il 19 marzo 1799, lasciò il Cairo per raggiungere l'Alto Egitto, sotto la guida di Girard, accompagnato da Descotils, Rozière, Dupuis, ingegneri minerari, Jollois, Dubois-Aimé, Duchanoy, ingegneri civili, Castex, scultore, per raccogliere informazioni sul commercio, l'agricoltura, la storia naturale, le opere d'arte e le antichità di questa regione e, soprattutto, per esaminare il regime idrico del Nilo a monte della prima cateratta e studiare il sistema d'irrigazione.
Il gruppo partì in barca risalendo il Nilo e giunse il 29 marzo a Assuan; qui gli ingegneri effettuarono alcune operazioni di livellazione della valle e di regimentazione del fiume.
Ripresero il viaggio il 18 maggio via terra.
Villiers, come i suoi compagni di viaggio, soffriva di oftalmia ed era costretto a guidare la sua giumenta con gli occhi bendati.
Il 25 maggio giunsero a Quené (Luxor, l'antica Tebe).
Con Jollois si recò più volte, spesso senza scorta, a Dendera, dove essi rimasero estasiati dall'architettura degli antichi Egizi.
Disegnarono minuziosamente lo zodiaco di Dendera, che era stato rapidamente ritratto da Denon.
Ripartirono il 25 giugno arrivando il 30 a Esna.
Il 2 giugno Villiers ricevette una lettera da Girard, che gli chiedeva di occuparsi del nilometro d'Esna assieme a Duchanoy.
In seguito, navigando sul fiume, raggiunsero Syene (Assuan) e visitarono l'isola Elefantina, i templi di File e le cataratte.
Il 26 luglio ridiscesero il Nilo in barca, giungendo a Tebe il 7 agosto.
Da allora, troppo occupato a disegnare le antichità, Villiers cessò di tenere regolarmente aggiornato il suo Journal.
A Tebe intraprese a disegnare, descrivere e rilevare tutte le piante dei monumenti antichi della città, soprattutto in collaborazione con Jollois, ma anche in più riprese con i già citati Descotils, Rozière, Duchanoy, Dupuy e con, in particolare, Dutertre e Nectoux.
Si lamentava dell'"eccesso di calore che si prova sotto il clima ardente dell'Alto Egitto". "Il termometro esposto al sole sale sino a cinquantaquattro gradi".
Assieme a Corabœuf, Saint-Genis e Jollois esplorò la Valle dei Re, dove essi scoprirono una nuova tomba, poi riconosciuta essere quella di Amenofi III (KV22).
A Esna, incontrò le due commissioni Costaz e Fourier che Bonaparte inviò perché esplorassero l'Alto Egitto.
Di fronte ai risultati dei lavori di Villiers e Jollois, decisero di esplorare ciò che restava da studiare.
Il 27 ottobre rientrò al Cairo.
Le Père partì dal Cairo il 14 novembre 1799 per una terza campagna di livellazione.
Si diresse al mezzo dell'istmo di Suez, mentre Villiers e i suoi colleghi si dirigevano verso il Cairo. La livellazione del Mouqfar al Caire, su una lunghezza di 99 km, fu effettuata dagli ingegneri Fèvre, Devilliers, Duchanoy e Alibert, dal 17 novembre al 6 dicembre.
A causa delle difficoltà causate dal clima, le operazioni di rilevamento furono accelerate (con risultati non totalmente corretti) e alcune azioni progettate non furono eseguite.
In un lavoro che, al ritorno in Francia, forse un po' troppo precipitosamente, Le Père trasmise al Primo Console, risultava che il livello del Mar Rosso fosse 9,91 m sotto quello del Mar Mediterraneo.
Le idee di Le Père erano ancora ritenute valide trenta anni dopo da Limant-Bey quando si occupò del progetto del canale.
Tuttavia qualche dubbio sorse, cosicché, quando affrontò seriamente la questione del taglio dell'istmo, Paulin Talabot inviò a Suez una squadra di venti tecnici professionisti, ben dotati della migliore strumentazione disponibile; dopo numerose verifiche, si concluse che i due mari erano pressoché allo stesso livello.
Verso la metà di dicembre, le operazioni di livellazione furono terminate.
Il 24 dicembre, Girard partì con Villiers du Terrage, Alibert, Delile e Rozière per rilevare l'itinerario dal Cairo a Suez attraverso la valle dell'Égarement. Arrivò a Suez il 28 dicembre e fece ritorno al Cairo il 24 gennaio.
In seguito alla stipula della convenzione di El-Arish, una parte degli studiosi lasciò il Cairo il 4 febbraio, rimase in quarantena vicino a Rosetta fino al 17 marzo e si imbarcò a Alessandria sul vascello l'Oiseau, a bordo del quale rimase un mese per poi essere nuovamente sbarcato ad Alessandria il 27 aprile, "rinunciando definitivamente a ogni speranza di partenza".
Dopo sei settimane d'attesa, fecero ritorno al Cairo il 20 giugno.
Il 27 luglio, Villiers ricevette l'ordine di recarsi col suo collega Lancret a Rahmanieh, per l'importante operazione di livellazione del canale d'Alessandria.
Il 20 settembre scrisse a suo fratello: Je ne tiens plus dans ce pays, je m'y ennuis à périr, j'y perds mon temps et ma santé; mes plus belles années se passent dans la tristesse. Telles étaient alors les pensées de nous tous.
L'assedio del Cairo aveva danneggiato molti edifici di questa città.
Il generale Belliard, che comandava la piazza, ordinò il 9 ottobre una ispezione generale. Il Cairo fu suddiviso in otto sezioni. Villiers fu incaricato di ispezionare la sesta il 9 ottobre.
L'11 fece il suo rapporto.
Il 15 novembre, ricevette l'ordine di Le Père di tenersi pronto a partire per Suez con lui e Chabrol. Da lì rientrarono al Cairo il 30 novembre.
Lasciò nuovamente il Cairo via acqua il 6 aprile assieme alla maggior parte dei suoi colleghi della Commissione.
Giunti il 14 aprile ad Alessandria, il generale Menou impose loro una quarantena di soli cinque giorni, a causa del decesso per peste di Lerouge.
La Commissione s'imbarcò il 5 giugno sul vascello commerciale l'Oiseau, ma non essendo stato avvertito l'ammiraglio inglese, dovettero ritornare ad Alessandria dopo essere rimasti 35 giorni a bordo.
Il 30 agosto il generale Menou capitolò ad Alessandria e firmò un trattato. I membri della Commissione inviarono tre portavoce, Geoffroy Saint-Hilaire, Delile e Savigny, al campo inglese per protestare contro il sequestro dei materiali. Il generale inglese mutò decisione e lasciò che gli studiosi tenessero i loro manoscritti, i loro bagagli e le antichità che non fossero troppo voluminose.
Il 27 settembre, Villiers si imbarcò infine per la Francia sul l'Amico Sincero. Anche molti suoi colleghi viaggiarono su questa nave.
Giunto sulla costa il 7 novembre, solo il 17 novembre entrò nel lazzaretto di Marsiglia per la quarantena.

## Rientro in Francia
Di ritorno in Francia, fu associato a Jollois nella commissione incaricata di redigere una grande opera sull'Egitto.
Negli anni 1814-1815, fu capo di battaglione del genio e partecipò alla campagna di Francia.

## Opere principali
- Description de l'Égypte (contributi parziali)